# Granny Smith
Granny Smith (Malus domestica 'Granny Smith') je ovocný strom, kultivar druhu jabloň domácí z čeledi růžovitých. Řadí se mezi zimní odrůdy jabloní. Granny Smith patří se svou typickou zářivě zelenou barvou k jedněm z nejsnáze rozpoznatelných druhů jablek. Tato odrůda se prakticky stala synonymem pro jablko, patřila k celosvětově nejprodávanějším odrůdám, ve Spojených státech amerických se díky své oblibě dostala na poštovní známky a skupina The Beatles fotografii tohoto jablka použila na obal svého alba.

## Historie

### Původ

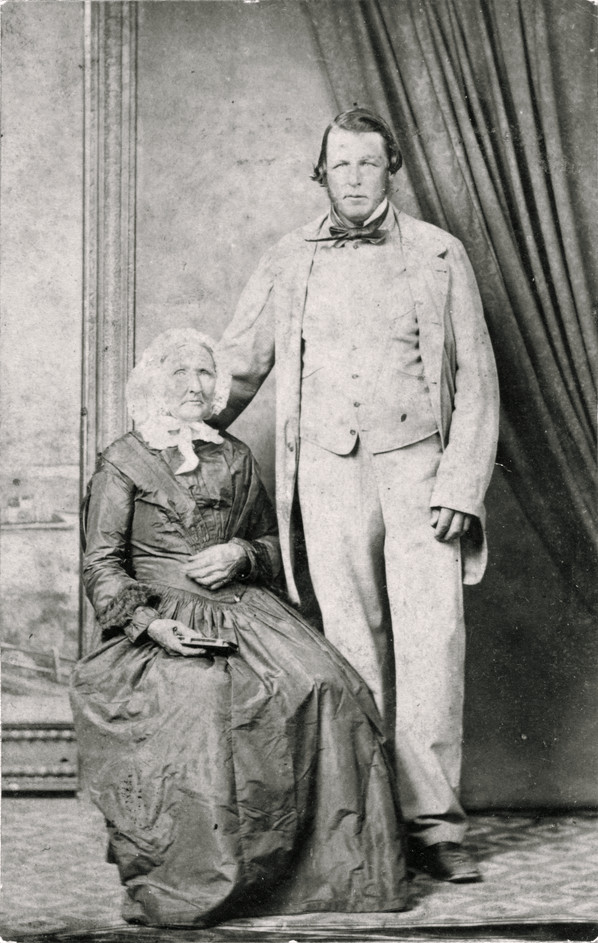
Maria Ann "Granny" Smith (1799–1870)

Odrůda 'Granny Smith' – 'Babička Smithová' dostala svůj název po své objevitelce Marii Ann Smithové. Ta ji objevila v Austrálii roku 1860 jako nahodilý semenáč.
Marie Ann se narodila roku 1799 v anglickém Sussexu. Roku 1838 spolu se svým manželem Thomasem Smithem vyslyšela výzvu australské vlády, která nabízela novým osadníkům roční podporu 25 $. V Austrálii se s celou rodinou usadila v oblasti Kissing Point, kde získali půdu a začali na ní pěstovat různé druhy ovoce. Kromě prodeje ovoce se rodina živila tím, že Marie Ann pekla jablečné koláče a prodávala je na místním trhu. Jádřince z použitých jablek na koláče kompostovala kolem místního potoka. A právě z jednoho jádřince vyrostl semenáč, který začal plodit krásná zelená a velice chutná jablka. Smithovi semenáč dále šlechtili a rozmnožovali. Ten se brzy rozšířil do okolí mezi sousedy. Původ semenáče byl nejasný, až později bylo zjištěno, že se jedná o křížence plané evropské jabloně Malus sylvestris s Malus pumila.
Roku 1891 získal semenáč manželů Smithových cenu na zemědělské výstavě Castle Hill Agricultural and Horticultural Show a následně se začal objevovat a šířit pod názvem „Granny Smith“. 
V roce 1895 ministerstvo zemědělství v Novém Jižním Walesu uznalo kultivar a začalo pěstovat stromy na vládní experimentální stanici v Bathurstu v Novém Jižním Walesu. V následujících letech poté, co vláda silně propagovala tuto odrůdu, se jablko Granny Smith stalo nejpěstovanější australskou odrůdou a také významnou exportní komoditou, což vedlo k jejímu celosvětovému rozšíření. 

#### Charakteristika

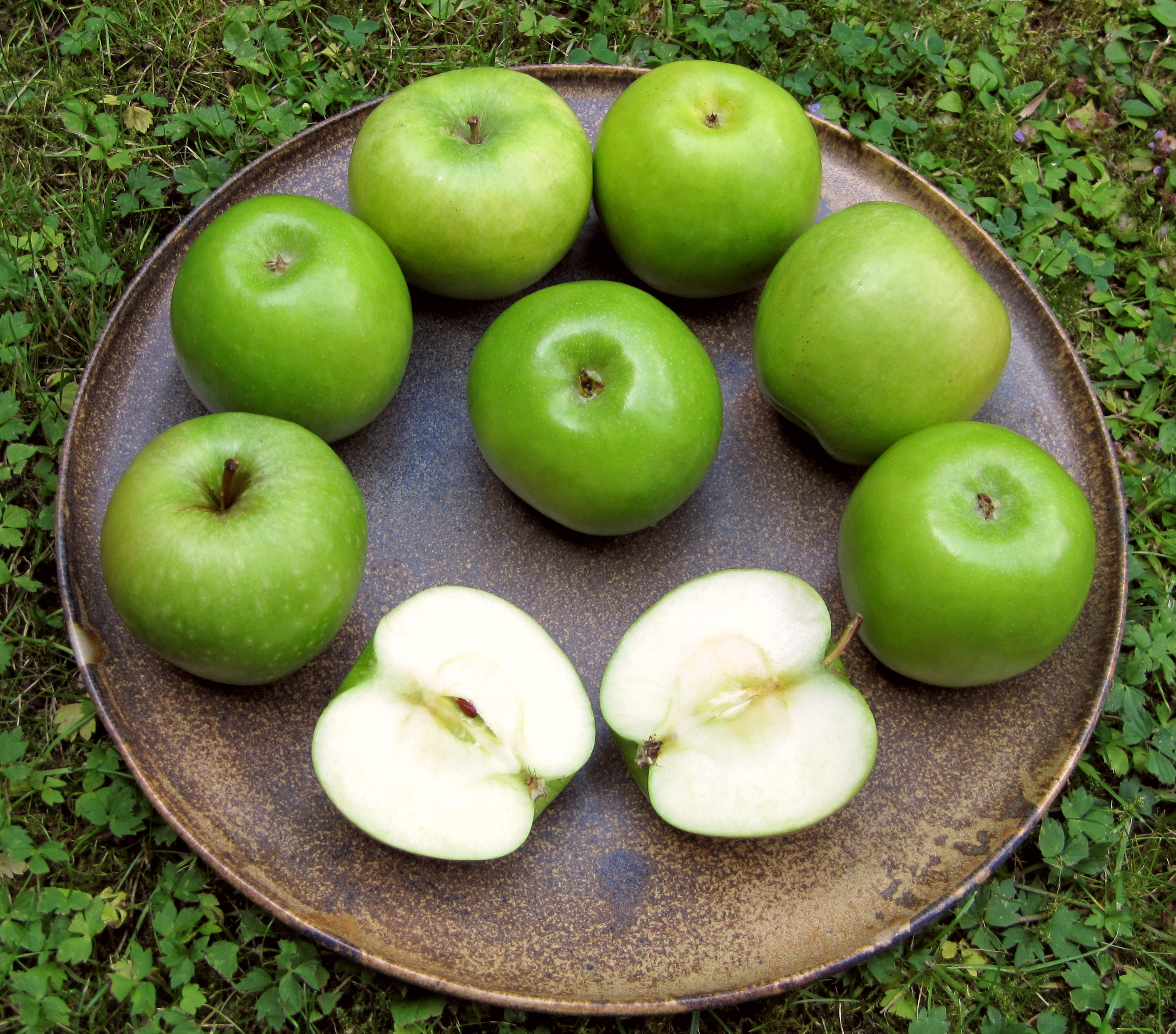
Jablka Granny Smith

Strom vytváří rozprostřené až převislé koruny, intenzita růstu je silná. Tuto odrůdu lze pro její dlouhou vegetační dobu s úspěchem pěstovat především v nižších nadmořských výškách a v teplých polohách na slunečných místech, proto na území České republiky nepatří k často pěstovaným odrůdám jablek. Ale určitě existují oblasti, jako jsou Jižní Morava nebo Polabí, které by byly pro pěstování jablka Granny Smith vhodné.  
Plod má typickou zářivě zelenou barvu, kvůli které je snadno rozpoznatelný. Tvar plodu je kulovitý či zploštěle kulovitý, je středně velký až velký, slupka je silná, hladká, lesklá, dužnina je zelenavě bílá, křehká, pevná, křupavá, velmi šťavnatá, chuť je aromatická, sladkokyselá, velmi dobrá. Jablka se výborně hodí do salátů, koláčů, štrúdlů i k jiné tepelné úpravě. Pokud se lehce zchladí, má velmi osvěžující chuť.
Sklizeň je začátkem listopadu, konzumní zralost od ledna a vydrží do května podle kvality sklepa i déle. Je středně odolná vůči padlí a strupovitosti.